# Varjas Sándor
Varjas Sándor (1903-ig Weisz, Dombóvár, 1885. január 19. – Moszkva, 1939. október 27.) magyar filozófus, egyetemi tanár, Varjas Elemér testvére.

## Élete

### Magyarországon
Zsidó családban született, édesapja Weisz (Varjas) Ignác szabó, édesanyja Fried Karolin volt. Középiskolába Kaposváron járt, 1903-ban pedig beiratkozott a Budapesti Tudományegyetemre. 20 évesen lépett be a Magyarországi Szociáldemokrata Pártba, rendszeresen adott elő munkásoknak, ekkortájt került kapcsolatba Szabó Ervinnel. 1908-ban bölcsészdoktori oklevelet szerzett, s a jászberényi gimnázium tanáraként kezdett dolgozni. 3 évig volt itt, ez idő alatt bekapcsolódott a jászberényi szociáldemokrata párt oktatói tevékenységébe. 
1911-ben azzal a váddal, hogy „hazafiatlan szellemben” neveli a diákokat, elbocsátották, ekkor visszatért a magyar fővárosba, ahol a VI. kerületi Felsőkereskedelmi Iskola tanáraként dolgozott tovább. 
1913. július 15-én házasságot kötött a nála hat évvel fiatalabb Kemény Irma egyetemi hallgatóval, Kemény Albert és Bettelheim Róza lányával. Az első világháború idején az MSZDP baloldali ellenzékéhez tartozott, 1917-ben a pedagógusok egyik szervezője volt, a következő évben pedig a szakszervezetük vezetőségi tagja lett. Látogatta a Vasárnapi Kör üléseit, s rendkívüli műveltségre is szert tett; 1919-re már a magyaron kívül 8 nyelven (német, francia, angol, olasz, orosz, latin, görög, spanyol) beszélt. Az őszirózsás forradalom idején lett egyetemi tanár, a Károlyi-kormány alatt pedig az Országos Ismeretterjesztő Bizottság egyik tagja volt. 1919 elején belépett a KMP-be. A Magyarországi Tanácsköztársaság alatt a Közoktatásügyi Népbiztosság munkatársa volt; ő vezette a tudományos propagandaosztályt. Ezenkívül még az agitátoriskola megszervezője, illetve tanára is volt. 
A kommün bukása után először 1919. augusztus 7-én tartóztatták le, ekkor elengedték, ám augusztus 14-én ismételten lefogták. A budapesti büntetőtörvényszék 1920. október 22-én kelt 8956/919 sz. ítélete alapján „lázadásra való felbujtás vádjával [...] 12 (tizenkettő) évi fegyházra ítéltetett”. Ezenkívül még 10 évnyi hivatalvesztésre, illetve politikai jogainak felfüggesztésével is sújtották.

### Az emigrációban
Büntetését nem kellett végig letöltenie; 1922-ben a szovjet–magyar fogolycsere-akció keretein belül a Szovjetunióba került. Itt belépett az SZK(b)P-be, 1923-tól kezdve három éven át a Vörös Professzúra előadójaként működött. 1926-ban a Tyimirjazev Mezőgazdasági Főiskola munkatársa lett, később pedig a Moszkvai Állami Egyetem Mechanika-matematikai karának tanáraként dolgozott (mechanika- és matematikatörténetet oktatott). Foglalkozott a múlt századok (XVII., XVIII.) filozófiatörténetével, illetve a dialektikus materializmus logikájával, a dialektikus logikával is.

## Művei
- A kategoriák transcendentalis levezetése (Bp., 1908)
- A symbolumról. Magyarázó szöveggel, 14 rajztáblával. 300 számozott példányban (Bp., 1908)
- A logikáról. Dolgozatok a modern filozófia köréből (Bp., 1910)
- Az álomról; Freud álom elmélete (Bp., 1911–12)
- Az értéktöbbletráta és profitráta (Bp., 1919)
- Marx és Engels életrajza (Bp., 1919)
- Az újkori filozófia történne (oroszul, I., 1926)
- Logika és dialektika (oroszul, 1928)
- A dialektikus materialista filozófia népszerű kifejtése Lenin művei alapján (oroszul, 1928)
- Válogatott filozófiai tanulmányok (1971)